# Sankt Nicolaikyrkan, Eckernförde

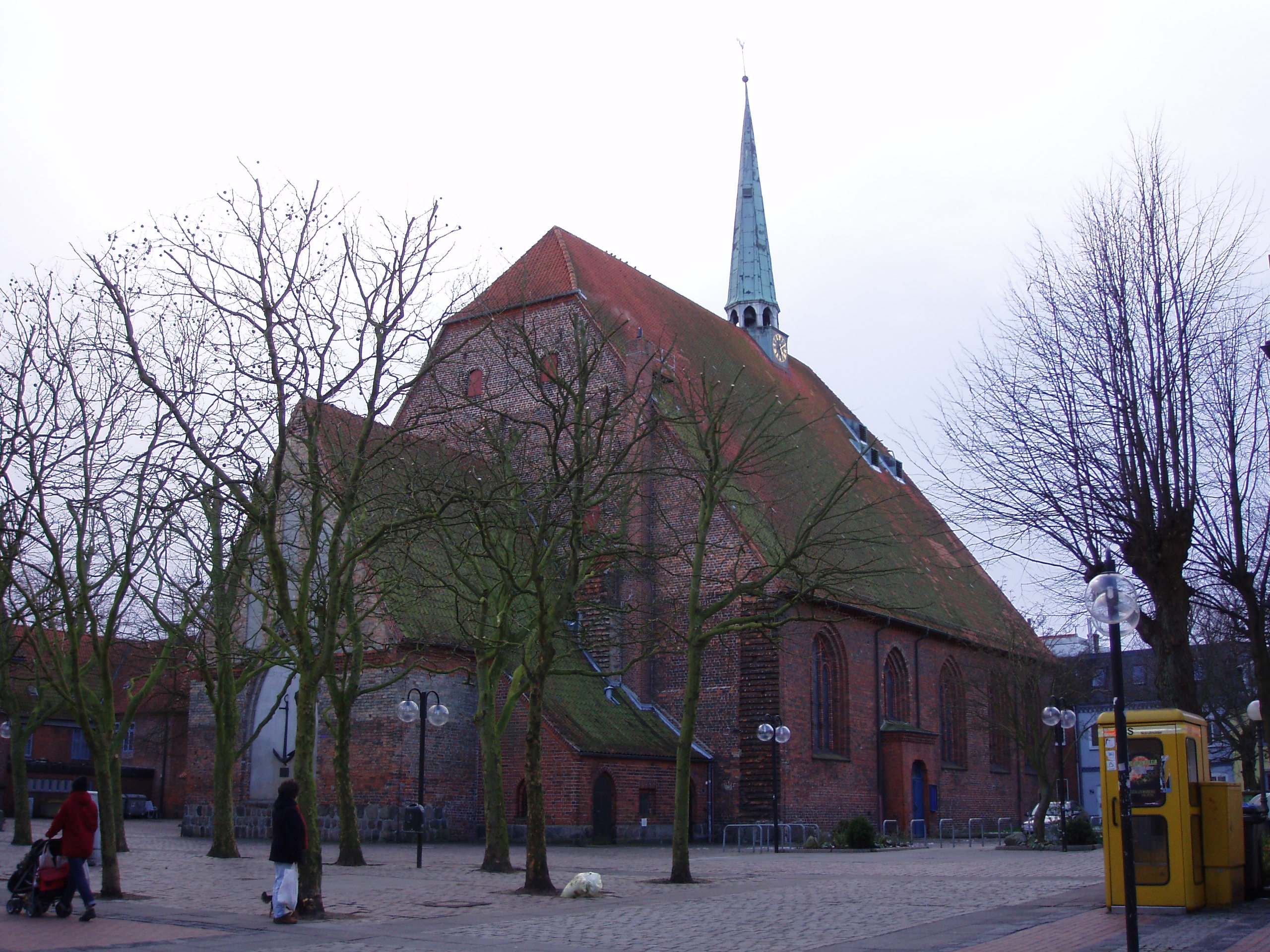
Sankt Nicolaikyrkan i Eckernförde.

Sankt Nicolaikyrkan är en treskeppig, sengotisk tegelstenskyrka i Eckernförde, som uppfördes på 1400-talet. En tornrest i kyrkoskeppet påminner kanske om en ännu tidigare senromansk byggnad. Karakteristiskt är det stora taket med en spetshjälmad takryttare från 1400-talet.
Freskerna i kyrkans inre är från 1578. Den centralt placerade och dekorerade bronsdopfunten, som bärs av fyra lejonfigurer, är framställd 1588. Predikstolen från 1605 är skuren i renässansstil av Hans Gudewerth den äldre. Hans son Hans Gudewerth den yngre är mästaren bakom altartavlan i broskbarock  från 1640 samt två av kyrkans epitafier. 
Kapellen i den västliga delen av sidoskeppet är inrättade på 1600-talet. Släkten Ahlefeldt har sitt eget kapell i den tidigare sakristian. Det finns åtskilliga gravstenar av kalk- och sandsten.
Ankaret på kyrkans östgavel är uppsatt till minne åt de cirka ett hundra danska sjömän, som dog under slaget vid Eckernförde fjord under Slesvig-holsteinska kriget 1849. De döda begravdes på kyrkogården i den nordliga delen av Eckernförde.

## Bildgalleri

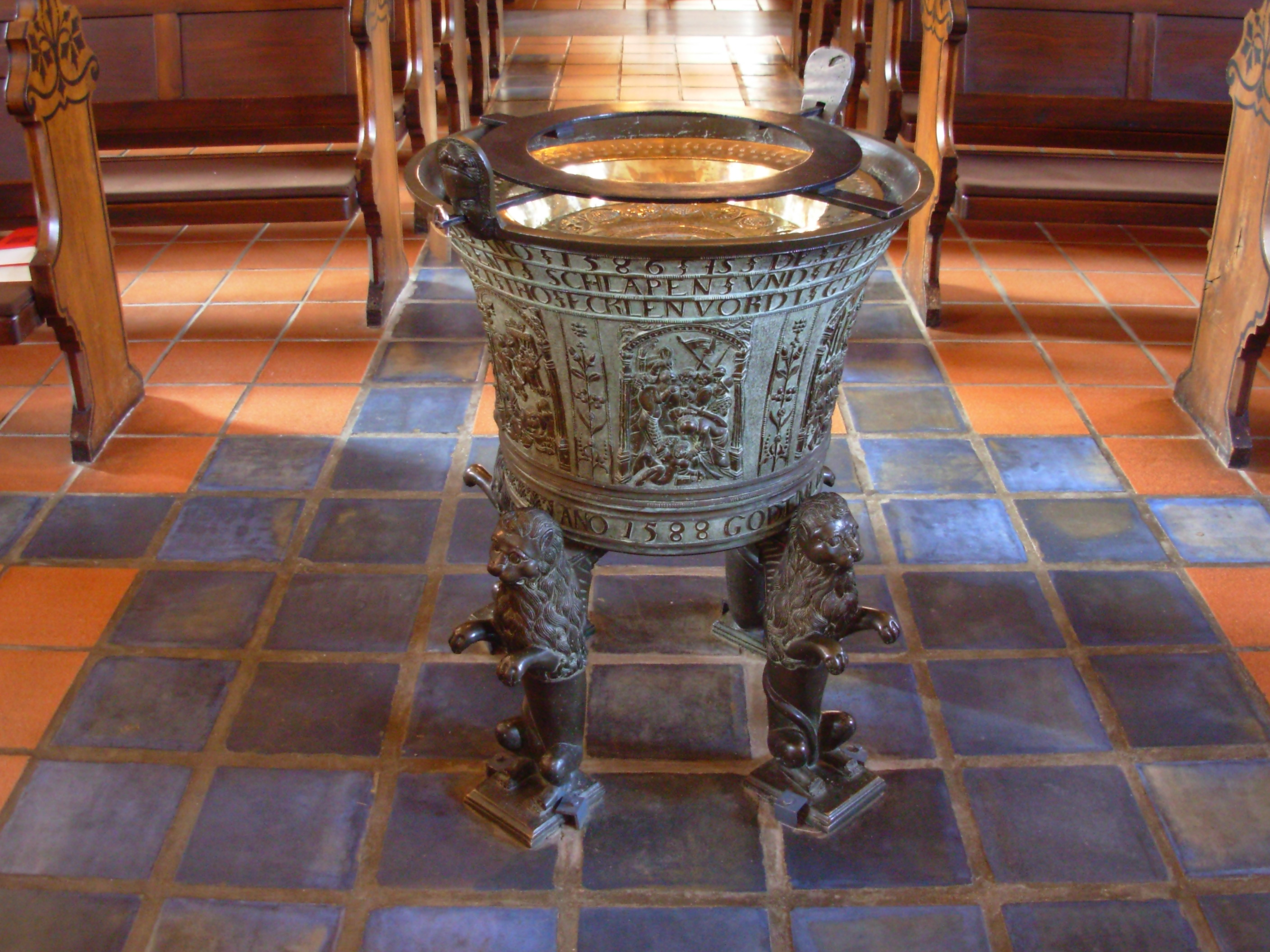
Bronsdopfunten
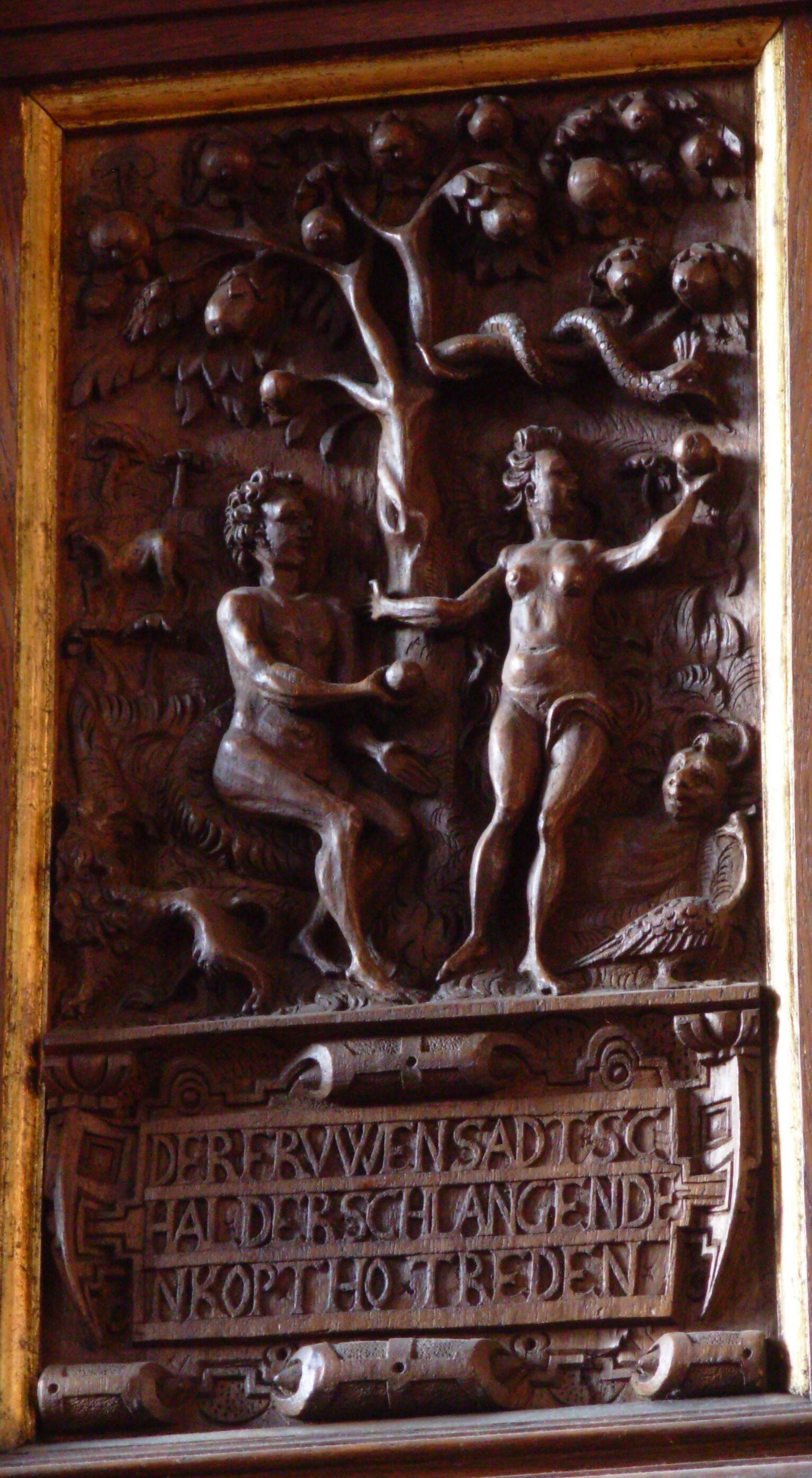
Adam och Eva, på predikstolen, av Hans Gudewerth den äldre
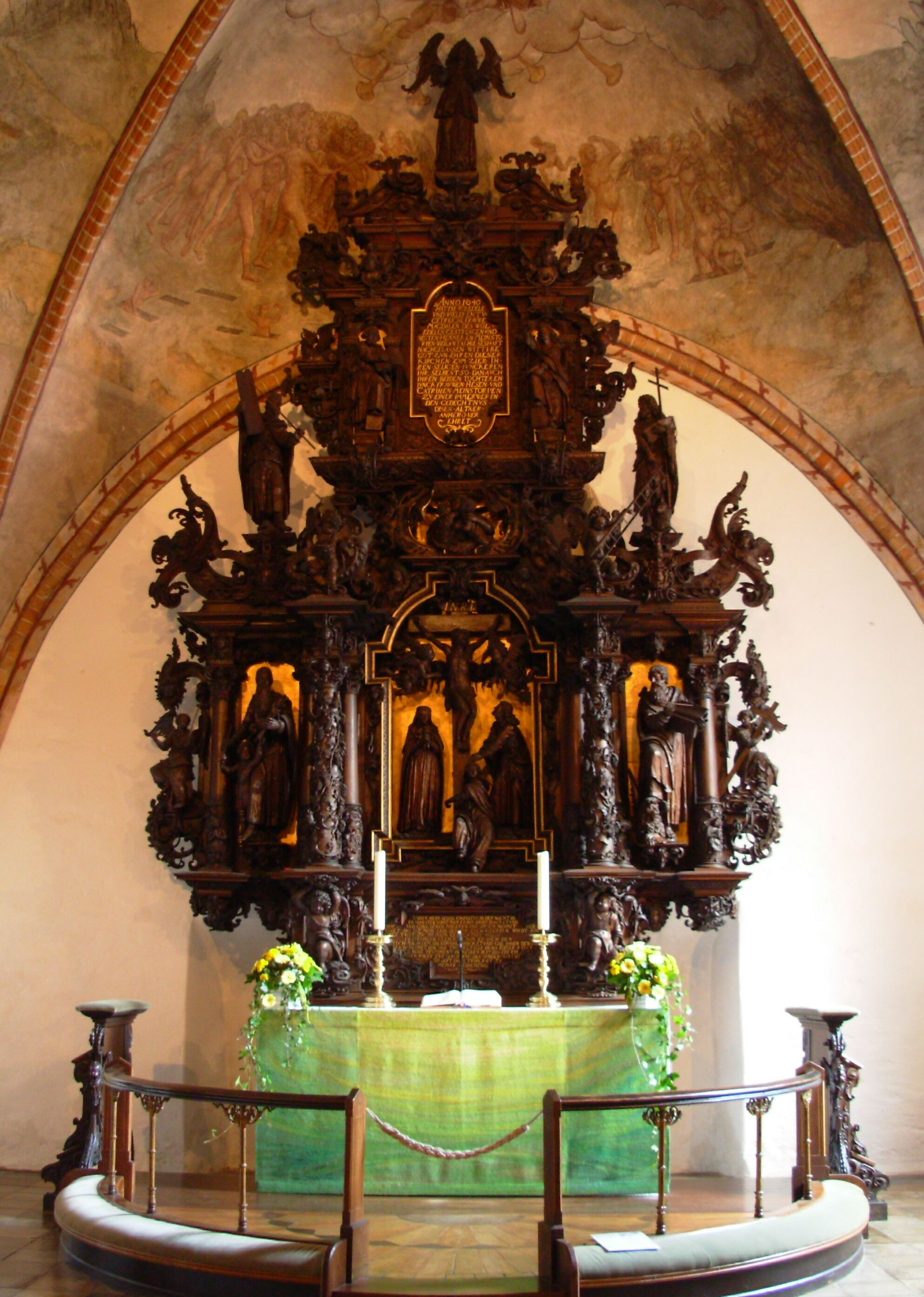
Altaret av Hans Gudewerth den yngre  i broskbarock
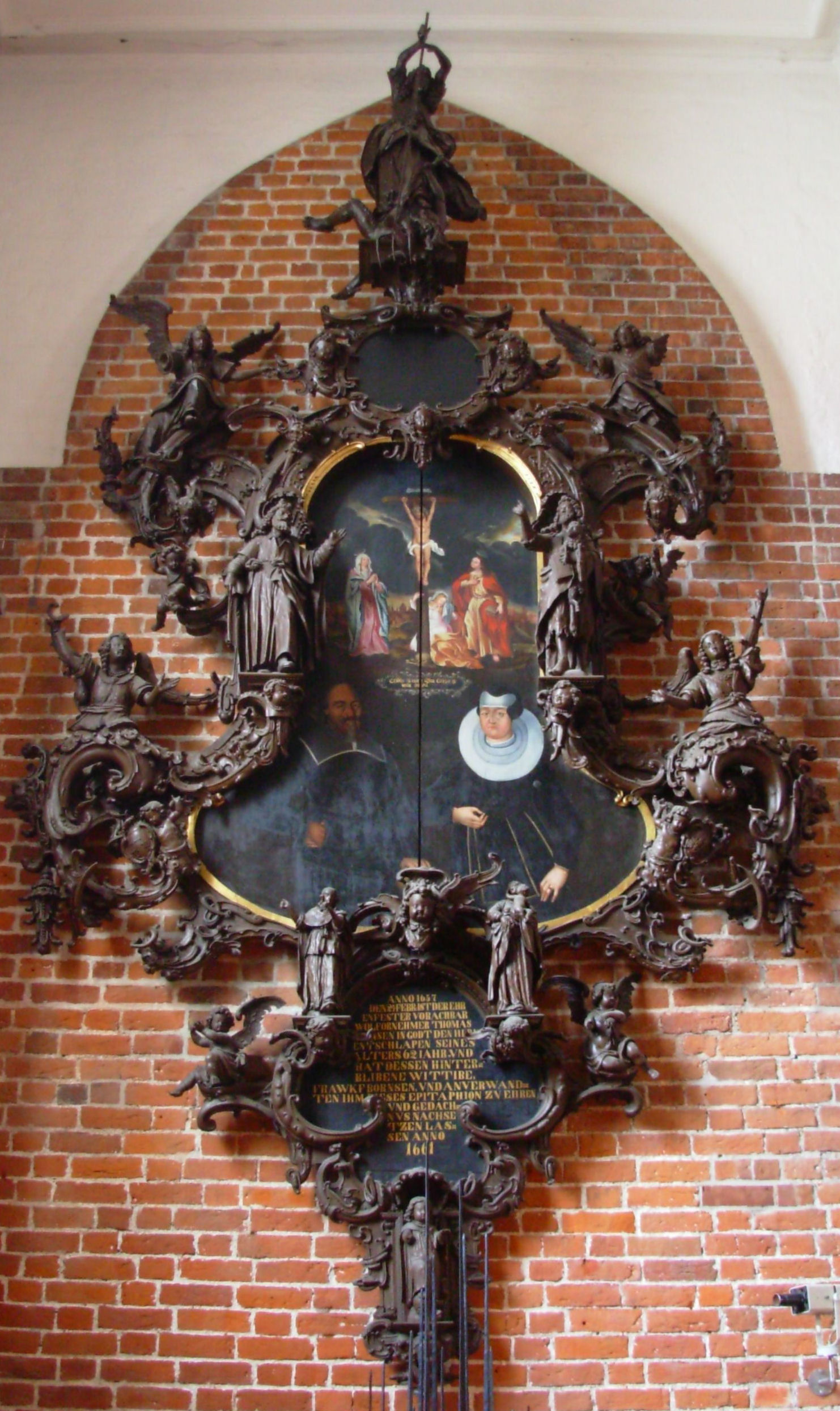
Epitaf för Thomas Börsen, av Hans Gudewerth den yngre
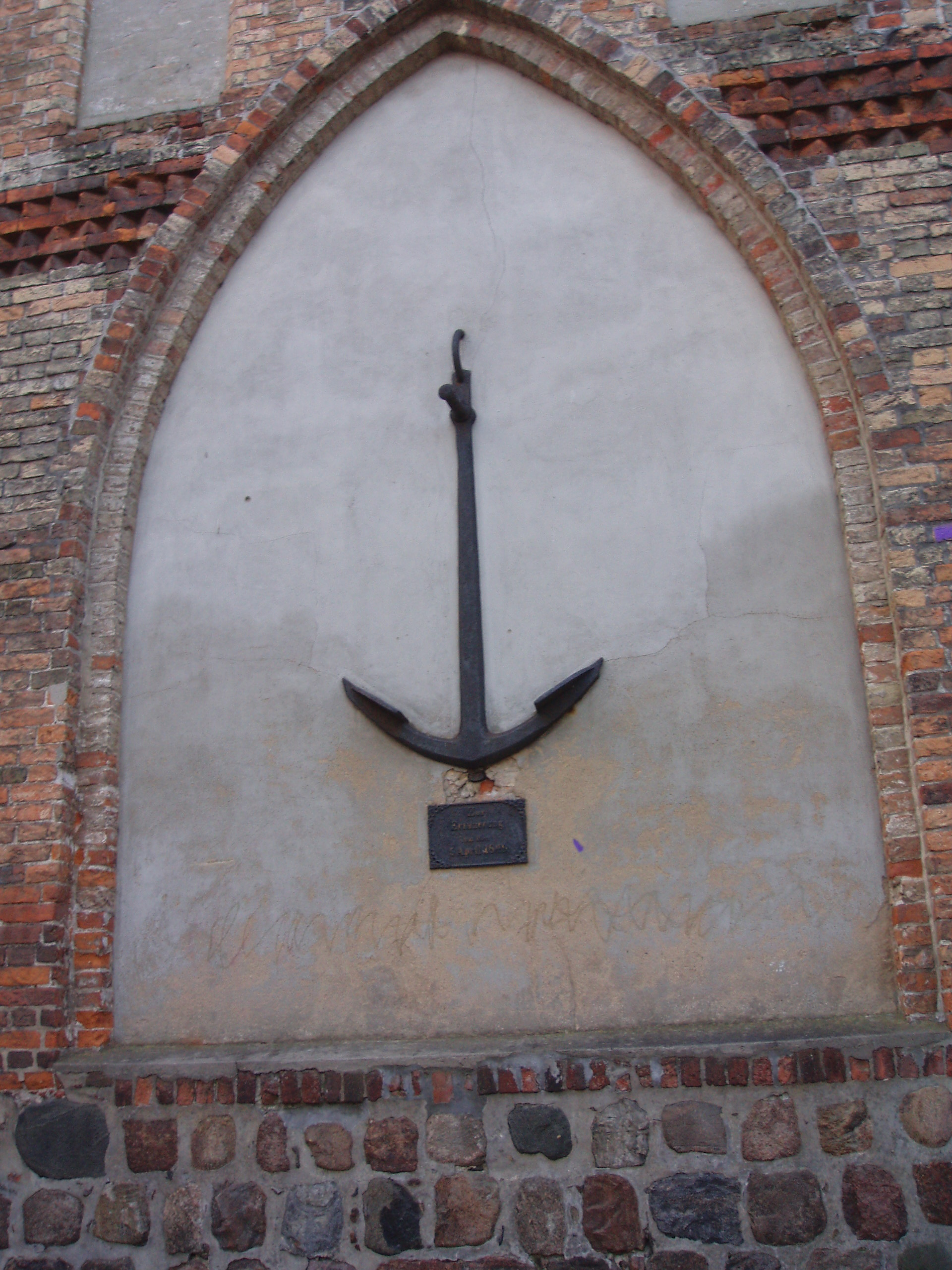
Ankaret på kyrkans östgavel